# OFFICEED
OFFICEED（オフィシード） はNTTドコモの構内基地局内で、FOMA端末を内線のように利用するためのモバイルセントレックスサービスである。

## 概要
「OFFICEED」（オフィシード）は、FOMAの屋内基地局であるIMCSの装置とPBXを接続することにより、通常のFOMAをそのままIMCSエリア内での構内内線のようにするためサービス。PBXを接続しなくても、登録されたFOMA同士であれば、通話は無料で行える。PASSAGE DUPLEやビジネスmoperaIPセントレックスのように3桁、4桁の内線番号を振ったりすることはできないが、短縮ダイヤルは可能。内線をかけ、相手が屋外にいた際は転送をする。登録するFOMAはその企業の名義である必要はないため、そのビルの利用者であれば、気軽に内線として登録ができる。

## 対応機種
音声通話が可能なFOMA端末

## 発信方法
FOMA同士の場合
「*55」＋「相手のFOMA番号」又は「相手の短縮番号」
FOMAからPBX内線の場合
「*55」＋「相手の内線番号」又は「相手の短縮番号」

## 料金
サービス利用料
（50回線まで）40,000円/月（税込42,000円）、それ以降1回線800円（税込840円）
PBX接続料
15,000円/月 - 45,000円/月